# 布加伊夫卡 (伊久姆區)
49°28′25″N 37°22′34″E / 49.47361°N 37.37611°E
布哈伊夫卡（烏克蘭語：Бугаївка）是位於烏克蘭東部的村莊，由哈爾科夫州伊久姆區的昆葉市鎮負責管轄。該村處於莫克里伊久梅齊河畔，始建於1675年，面積2.37平方公里，海拔高度147米，2001年人口1,245。